# 莫莱斯·罗斯
莫莱斯·罗斯（英語：Maurice Ross，1981年2月3日—）是苏格兰足球运动员，司职后卫，曾入选苏格兰队，现在效力于蘇甲球队。

## 俱乐部生涯
莫莱斯·罗斯在苏格兰超级联赛豪门球队流浪者开始职业足球生涯。2000年2月，他在流浪者7比1狂扫邓迪的比赛中出场，第一次在联赛中亮相。2002-03赛季，他开始成为流浪者队的主力球员，并在2003年和球队续约4年。
但罗斯却在2004-05年赛季失去在球队中的位置，2005年8月,他以零转会的身价加盟英格兰足球冠军联赛升班马谢周三。2个月后他又被租借到另一支英冠球队狼队。2006年1月，他和狼队签约6个月，正式加盟狼队。但由于在合同期结束后没有收到狼队的续约，他接受刚刚在英冠联赛中降级到英格兰足球甲级联赛的球队米尔沃尔的邀请。在新赛季的前五轮，罗斯都是球队的首发球员，但很快就遭弃用，后面的比赛都只能坐在替补席上。
2007年3月，罗斯离开英国，以先租借后转会的形式加盟挪威足球超级联赛球队维京。2009年2月，他加盟土耳其足球超级联赛球队科塞利斯波，但没有帮助球队保级成功。科塞利斯波降级后，罗斯和球队解约，成为自由球员。10月12日，罗斯和苏超球队阿伯丁签订一个短期合同，以保证他在加盟下一支球队之前能保持良好的状态和训练。在阿伯丁效力期间，罗斯一直在寻找新东家，2010年1月11日，有报道称他将加盟中国足球超级联赛卫冕冠军北京国安。2月10日，他和北京国安正式签约。

## 国家队生涯
罗斯在2002年和2003年曾经代表苏格兰队出场13次。他第一次代表苏格兰出场是在2002年5月16日和韩国的友谊赛中，随后他又参加了2004年欧洲足球锦标赛预选赛的比赛。

## 外部連結
- 莫莱斯·罗斯在National-Football-Teams.com的資料
- Stats at Transfermarkt
- 足球数据库：Maurice Ross的球员统计数据